# Каллимах из Кирены
Каллима́х (др.-греч. Καλλίμαχος; около 310, Кирена — около 240 до н. э., Александрия) — один из наиболее ярких представителей александрийской поэзии, учёный-критик, библиограф, крупнейший эллинистический лирик.

## Биография
Биография Каллимаха известна только в самых общих чертах, поэт уложил её в две строки автоэпитафии:

Баттова сына могилу проходишь ты, путник. Умел он

Песни слагать, а подчас и за вином не скучать

Его родиной была Кирена. Его отца звали Батт, а дед, тоже Каллимах, был военачальником. Уже в юности он поселился в Александрии, был учеником Зенодота и школьным учителем в Элевсине (предместье Александрии).
Его деятельность связана с царской библиотекой, однако главой Мусейона стал не он, а Аполлоний Родосский.
В его сочинениях есть ряд намёков на литературную борьбу, которые, хотя и обросли значительной научной литературой, не поддаются ясному истолкованию.
Во II гимне упоминается Фтон (Зависть), шепчущая на ухо Аполлону. Особенно известно упоминание тельхинов в прологе «Причин» — имя этих мифических персонажей Каллимах присваивает своим литературным врагам. Утраченную поэму «Ибис» в Античности считали изощрённой инвективой в адрес Аполлония Родосского.

## Художественное творчество
Каллимах был крайне плодовитым автором, его сочинения, согласно словарю Суды, составляли более 800 книг. Он писал трагедии, сатировские драмы, лирику, ямбы, эпос и элегии.
Стиль Каллимаха сжат, насыщен собственными именами и требует от читателя значительной эрудиции.
Прозаические сочинения Каллимаха были тесно связаны с его поэтической деятельностью. Каллимах писал о птицах и реках разных народов, их календарях, чудесах и суевериях, мифологических событиях, основании греческих поселений и их названиях.
Каллимах составил «Таблицы» — аннотированный каталог Александрийской библиотеки, составлявший 120 книг. В нём все сочинения были поделены на восемь групп.

### «Причины»
Сборник состоял из четырёх книг и включал около 7000 стихов, в книгах I—II поэт на Геликоне беседовал с Музами и выслушивал их рассказы, в книгах III—IV видят рамочную композицию, где начало и конец объединены именем царицы Береники:
- Книга I. Проэмий о литературных противниках. Второй проэмий о беседе с Музами во сне. Версии происхождения Харит. Рассказ о жертвоприношении Миноса. Рассказ об аргонавтах и связанные с ними сюжеты.
- Книга II. Города Сицилии и их основатели, другие связанные темы.
- Книга III. Рассказ о Молорхе, Геракле и основании Немейских игр. Симонид. Аконтий и Кидиппа.
- Книга IV. Коса Береники. Остров Икос и почитание Пелея. Эпиникий Сосибию.

### Гимны
Перечень шести гимнов даётся в эпиграмме неизвестного автора (вероятно, VI века). Они сохранились в рукописи, включавшей также гомеровские и орфические гимны и гимны Прокла и привезённой Дж. Авриспой из Константинополя в Венецию в 1423 году. Это наиболее известная для современного читателя часть наследия Каллимаха.
Гимны написаны гексаметром, кроме гимна V, написанного элегическим дистихом.
Неясно, исполнялись ли эти гимны на каких-либо празднествах, хотя это весьма вероятно. Предполагается, что гимн II мог исполняться на Карнеях в Кирене; гимн IV — на празднике Делосского союза, организованного Птолемеем I; гимн V — на празднике Плинтерий в Аргосе или другом городе; гимн VI связывают с александрийским празднеством в честь Деметры.
Принято говорить о двойственности стиля гимнов: сохраняя основу гомеровской традиции, Каллимах преобразует её, вводя образ образованного и ироничного рассказчика, бытовые детали и намёки на актуальные политические события.
| Номер | Название            | Вероятное время написания                  | Объём      | Основное содержание |
| ----- | ------------------- | ------------------------------------------ | ---------- | --- |
| I     | К Зевсу             | Между 280 и 275 годами                     | 96 строк   | Рождение и воцарение Зевса. Дискуссия о месте его рождения. Происхождение от Зевса царей.                               |
| II    | К Аполлону          | Начало 260-х годов                         | 113 строк  | Описание Аполлона, восхваление его деяний и имён. Переход к Карнейским празднествам и осуждение завистников.            |
| III   | К Артемиде          | Не позднее 260 либо между 258 и 248 годами | 268 строк  | Путешествия Артемиды: Зевс, Гермес, нимфы. Амазонки и поражение Лигдамида.                                              |
| IV    | К острову Делосу    | 271—270                                    | 321 строка | Странствия острова и блуждания Лето. Гнев Геры и слова Аполлона из утробы матери. Завершающая похвала Делосу.           |
| V     | На омовение Паллады | Н/д                                        | 142 строки | Сюжеты, связанные с Афиной. Ослепление Тиресия, увидевшего обнажённую богиню, и дарование ему пророческих способностей. |
| VI    | К Деметре           | Между 258 и 248 годами                     | 138 строк  | Празднества Деметры. Наказание Эрисихтона.                                                                              |

### Ямбы
Сборник состоял из 13 стихотворений объёмом около 1000 стихов, написанных в ямбических, трохаических и холиямбических размерах. Наиболее значительные фрагменты включают:
- Притчу о семи мудрецах, рассказанную Гиппонактом.
- Дары богов новорожденной Гебе.

### Эпиграммы
В составе «Палатинской антологии» сохранились 62 эпиграммы Каллимаха, ещё несколько — в составе других сочинений. В V книгу антологии вошли 3 его эпиграммы, в VI книгу (надписи на приношениях) — 11, в VII книгу (эпитафии) — 25, IX книгу — 4; XII книгу (любовь к юношам) — 12; XIII книгу — 5 эпиграмм.
Ряд эпиграмм затрагивают литературную тему: осуждают «тучность» стихов Антимаха и хвалят «точёные стихи» Арата. Есть и похвала Беренике.
Им присуща доведённая до совершенства краткость и ясность. Любовная тема как бы невзначай соединяется с литературной:

Кикликов стих ненавижу; дорогой идти проторённой

Где то туда, то сюда толпы бредут, не хочу.

То, что нравится многим, не мило мне; мутную воду

Пить не хочу из ручья, где её черпают все.

«Ах, как Лисаний красив, ах дружок!» — не успеешь промолвить,

Ахнет и Эхо: «Ах, друг!» Это другой уж сказал

Эпиграммы Каллимаха замечательны прежде всего неожиданной для такого любителя ухищрений простотой и отделанной ясностью. Видно, что писатель и здесь старался оттолкнуться от предшественников и современников, и от «легкости» Асклепиада, и от «трудности» Леонида,— он старается сделать эпиграмму такой же уравновешенно-законченной, как в старину, но, конечно, в применении к новым темам и в соответствии с новыми требованиями к изяществу формы. Это труднодостижимое совершенство простоты произвело сильнейшее впечатление на современников и стало идеалом для бесчисленных подражателей. Современному читателю эпиграммы Каллимаха могут показаться холодными, но некоторые из них и сейчас сохраняют подлинный лиризм:

Кто-то сказал мне о смерти твоей, Гераклит, и заставил

Горькие слезы пролить. Вспомнилось мне, как с тобой

Часто в беседе мы солнца закат провожали. Теперь же

Прахом холодным ты стал, галикарнасский мой друг!

Но ещё живы твои соловьиные песни: жестокий,

Все уносящий Аид рук не наложит на них.
— «Палатинская антология», VII, 80, перевод Л. Блуменау

### Другие сочинения
Небольшой эпиллий «Гекала», где переосмысляется миф о Тесее.
Каллимах нередко использовал необычные размеры. Хориямбами был написан гимн «Бранх»; а застольный гимн Диоскурам и Елене — четырнадцатисложным «еврипидовским» стихом.

## Влияние
В поздней Античности Каллимах был одним из самых известных и популярных поэтов, уступая только Гомеру. Овидий говорит о непреходящей славе его мастерства и называет его римским продолжателем некоего Прокула. Квинтилиан называет Каллимаха величайшим элегическим поэтом. Учеником Каллимаха был Истр Киренский.
Влияние его на римских поэтов было заведомо больше, нежели возможно установить по сохранившимся отрывкам:
- Влияние Каллимаха на Энния ощущается в сне о Гомере и литературных размышлениях в сатурах[25].
- Традицию ямбов Каллимаха продолжают сатиры Луцилия и вслед за ним Горация[26].
- Катулл (№ 66) переложил элегию «Коса Береники», причем ссылки на Каллимаха в стихах 65 и 116[27] начинают и завершают важную часть его сборника[28].
- Вероятно, ямб 12 о рождении Гебы повлиял на знаменитую четвёртую эклогу Вергилия, в которой в средние века видели предсказание рождения Христа[29].
- Тибулл в элегии I 4 использовал ямб 4 Каллимаха с порицанием стяжательства[30].
- Сборник римских «причин» представляет собой IV книга элегий Проперция[31], который называет себя «римским Каллимахом»[32].
- Сборник ямбов Каллимаха, вероятно, вдохновил Горация[33]; его же влияние видят в представлении римского поэта об авторском самосознании[34].
- Основываясь на рассказе Каллимаха, Овидий сочинил «Парные послания» Аконтия и Кидиппы; «Гекала» служит образцом для истории Филемона и Бавкиды в «Метаморфозах»[35]; а его поэма «Ибис» берёт название и основную идею у одноимённой утраченной поэмы Каллимаха. Также Овидий развивает концепт «беседы с Музой»[36] и этиологическую поэзию в «Фастах».
- Интерес к деталям в духе Каллимаха отмечает также «Фиваиду» Стация[37].

Сохранилось множество папирусных отрывков с его сочинениями, комментариями к ним и пересказами их содержания. Однако в Византии интерес к творчеству Каллимаха понемногу снижался, хотя его читали вплоть до начала XIII века, и в конце концов все отдельные издания его сочинений были утеряны, а сохранились лишь сборники гимнов и эпиграмм.
В XIX веке поэзию Каллимаха оценивали невысоко (и позже так продолжали считать сторонники того, что поэзия должна быть простой и искренней, а не «учёной»), но его новаторское, интеллектуально насыщенное творчество «поэта для поэтов» оказалось более созвучным литературе XX века.

## Издания работ
Собрания сочинений
- В серии «Loeb classical library» изданы сочинения:
  - № 129 (Гимны, эпиграммы. Арат и Ликофрон).
  - № 421 (Причины, Ямбы, Гекала и другие фрагменты. Мусей. Геро и Леандр).
- Издания в серии «Collection Budé»:
  - Callimaque. Hymnes. — Epigrammes. — Fragments choisis. Texte établi et traduit par E. Cahen. 1922. 7e tirage 2002. 330 pp. ISBN 978-2-251-00074-9.
  - Callimaque. Fragments poétiques. Origines, Iambes, Hécalè, fragments de poèmes épiques et élégiaques, fragments de place incertaine. Traduits et commentés par Yannick Durbec. Paris: Les Belles Lettres, 2006 (Fragments 6). 308 pp. ISBN 978-2-251-74204-5.
- Frank Nisetich (trans.). The Poems of Callimachus. Translated with Introduction, Notes, and Glossary. Oxford: Oxford University Press, 2001. 350 pp. ISBN 0-19-815224-8.
- Giovan Battista D’Alessio (ed.). Callimaco: Inni; Epigrammi; Ecale; Aitia; Giambi e altri frammenti, 4th edition, 2 vols. (Revised and enlarged edition). BUR Classici greci e latini 1104—1105. Milano: Biblioteca universale Rizzoli, 2007. 789 pp.
- Kallimachos Werke. Griechish und deutsch. Herausg. von M. Asper. Darmstadt, 2004. 548 S.

Гимны
- Гимны Каллимаха Киринейского. Пер. с греч. и примеч. И. Мартынова. Кн. 2. — С.-Пб, 1823. — 273 с.
- Избранные гимны и эпиграммы. Пер. В. Алексеева. — С.-Пб, 1899. — 64 с.
- Гимны. Пер. С. С. Аверинцева // Александрийская поэзия. — М., 1972. — C. 101—129.
- Завьялова В. П. Каллимах и его гимны. — М.: Греко-латинский кабинет, 2009. — 545 с. — ISBN 978-5-87245-141-9.
- Завьялова В. П. Каллимах. Гимн «К Артемиде». — М.: Греко-латинский кабинет, 2002. — 107 с. — ISBN 5-87245-083-4.
- McLennan George R. Callimachus. Hymn to Zeus. Introduction and commentary. Roma, 1980.
- Williams, Frederic. Callimachus hymn to Apollo. A commentary. Oxford: Clarendon Press, 1978. 113 p.
- Bornmann Fritz. Callimachus. Hymns in Dianam. Introduzione, edizione e commento. Firenze, 1968.
- Mineur, Wilhelmus H. Callimachus, Hymn to Delos. Introduction and commentary. Leiden: Brill, 1985.
- Gigante Lanzara, Valeria. Callimaco. Inno a Delo. Pisa, 1990.
- Karina Ukleja, Der Delos-Hymnus des Kallimachos innerhalb seines Hymnensextetts. Orbis antiquus, 39. Münster: Aschendorff, 2005. 353 S. ISBN 3-402-05400-0.
- Callimachus: The Fifth hymn. Edited with introduction and commentary by Anthary W. Bulloch. Cambridge UP, 1985. 264 p.
- Erysichthon. A Callimachean comedy by K. J. McKay. Leiden: Brill, 1962. 202 p.
- Hopkinson Neil. Callimachus. Hymn to Demeter. Edited with an introduction and commentary. Cambridge UP, 1984.

Причины
- Giulio Massimilla (ed.), Callimaco. Aitia: Libri primo e secondo: Introduzione, testo critico, traduzione e commento. (Biblioteca di studi antichi 77). Pisa: Giardini, 1996. 502 pp. ISBN 88-427-0013-4
- Giulio Massimilla (ed.), Callimaco. Aitia: libro terzo e quarto. Biblioteca di studi antichi 92. Pisa/Roma: Fabrizio Serra editore, 2010. 604 pp. ISBN 9788862272827.
- Harder, M. Annette. Callimachus, Aetia. Vol. 1: Introduction, Text and Translation. Vol. 2: Commentary. Oxford and New York: Oxford University Press, 2011. 325 pp.
- Причины. Пер. Ю. Голубца // Древнегреческая элегия. — С.-Пб.: Алетейя, 1996. . С. 194—221.
- Причины. Пер. О. Смыки, В. Ярхо, М. Грабарь-Пассек // Эллинские поэты VIII—III вв. до н. э. Вступ. ст. и сост. В. Н. Ярхо. — М.: Ладомир, 1999. — С. 292—300.

Гекала
- A. S. Hollis (ed.), Callimachus, Hecale. Revised second edition. Oxford/New York: Oxford University Press, 2009. 439 pp. ISBN 9780199562466.
- Гекала. Пер. О. Смыки // Эллинские поэты VIII—III вв. до н. э. Вступ. ст. и сост. В. Н. Ярхо. — М.: Ладомир, 1999. — С. 210—211.

Ямбы
- Arnd Kerkhecker, Callimachus' Book of Iambi. Oxford: Oxford University Press, 1999. 334 pp. ISBN 0-19-924006-X.
- Emanuele Lelli, Critica e polemiche letterarie nei Giambi di Callimaco. Hellenica 13. Alessandria: Edizioni dell’Orso, 2004. 156 pp. ISBN 88-7694-745-0.
- E. Lelli, Callimaco. Giambi XIV—XVII. Roma: Edizioni dell’Ateneo, 2005. 217 pp. ISBN 88-8476-018-6.
- Acosta-Hughes, Benjamin. The Iambi of Callimachus and the Archaic Iambic tradition. University of California Press, 2002. 351 pp.
- Ямбы. Пер. О. Смыки, В. Ярхо // Эллинские поэты VIII—III вв. до н. э. Вступ. ст. и сост. В. Н. Ярхо. — М.: Ладомир, 1999. — С. 300—303.

Эпиграммы
- Эпиграммы (№№ 1—70). Пер. Л. Блуменау, Ю. Голубца, Е. Свиясова, Ю. Шульца и др. // Греческая эпиграмма. — С.-Пб.: Наука, 1993. — С. 78—95.
- Эллинистическая литература первой половины III в. до н. э. // История всемирной литературы: В 9-ти тт. Т. 1. — М., 1983. — С. 414—415.

Другие сочинения
- Из неизвестных элегий. Пер. Ю. Голубца // Древнегреческая элегия. — С.-Пб.: Алетейя, 1996. — С. 221—224.
- Бранх. Пер. О. Смыки // Эллинские поэты VIII—III вв. до н. э. Вступ. ст. и сост. В. Н. Ярхо. — М.: Ладомир. 1999. — С. 391.